# Paracaprella pusilla
Paracaprella pusilla är en kräftdjursart som beskrevs av Mayer 1890. Paracaprella pusilla ingår i släktet Paracaprella och familjen Pariambidae. Inga underarter finns listade i Catalogue of Life.